# 1854 in Italia

## Avvenimenti

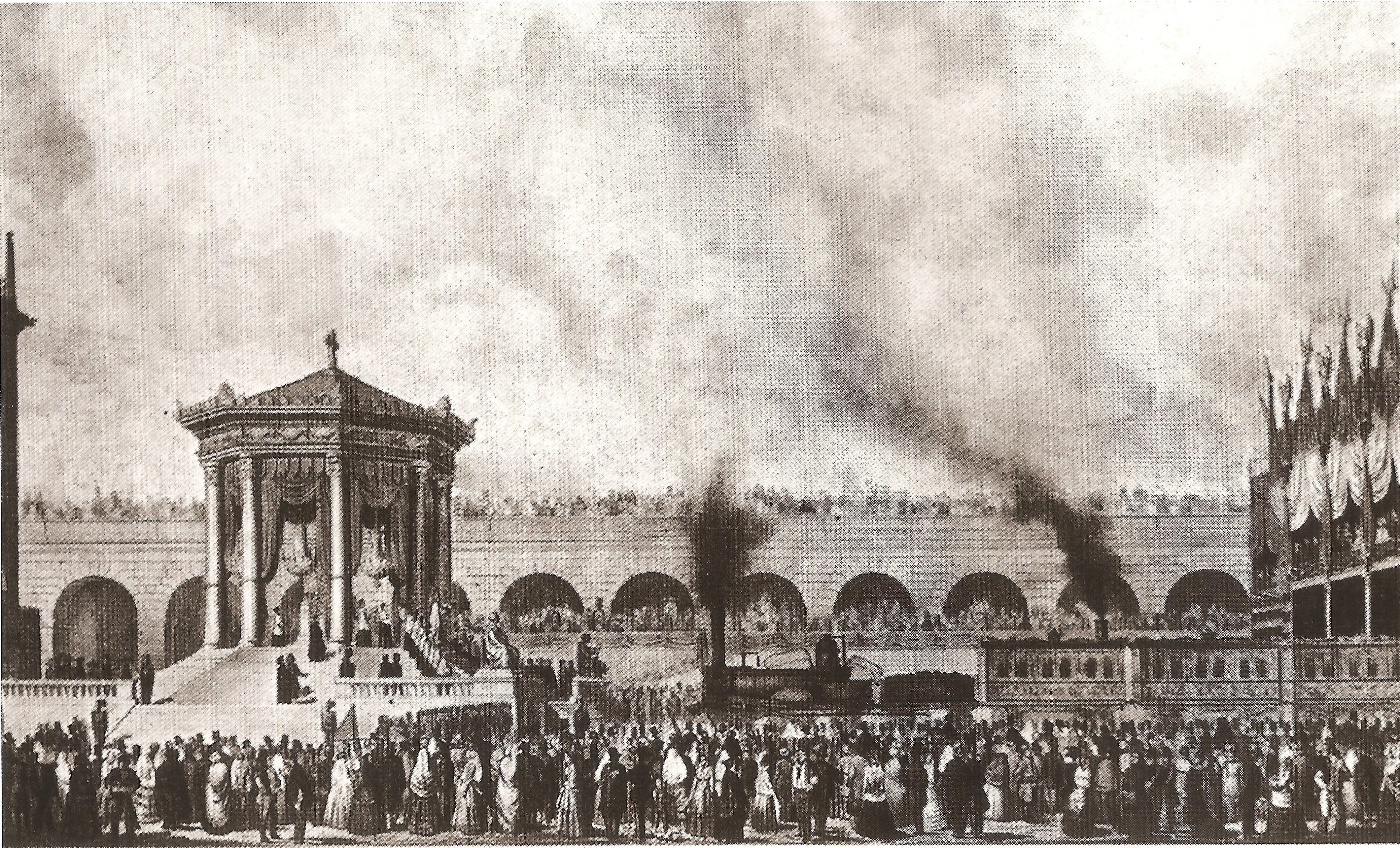
Inaugurazione della ferrovia Torino-Genova nel 1854.

- 26 gennaio: Giovanni Bosco fonda l’ordine dei Salesiani a Torino[1].
- 16 febbraio: inaugurazione ufficiale della ferrovia Torino-Genova, alla presenza di Cavour e di Vittorio Emanuele II.
- 27 marzo: assassinio del duca di Parma Carlo III in seguito alla sua violenta repressione anti-liberale[2]. Gli succede il figlio  Roberto sotto la reggenza della madre Luisa Maria.
- 10 maggio: Garibaldi, di ritorno in Italia dopo quattro anni di lontananza, arriva a Genova; inizialmente si installa a Nizza, poi a Caprera[3].
- 30 giugno: approvazione al Parlamento cisalpino  di una legge di riforma del Codice penale che dà la possibilità di sanzionare i preti che attaccheranno il potere civile e le istituzioni nell'esercizio del loro ministero[4].
- 22 luglio: fallimento di un tentativo rivoluzionario a Parma[5].
- 8 dicembre: Pio IX proclama il dogma  dell'Immacolata Concezione, con la bolla Ineffabilis Deus[6].
- 9 dicembre: Pio IX consacra la Basilica di San Paolo fuori le mura, ricostruita dopo l'incendio del 15 luglio 1823[7].

- Filippo Pacini vede e disegna per primo il vibrione che in seguito, nel 1884, verrà identificato come agente del colera

## Nati nel 1854
- 19 giugno: Alfredo Catalani, compositore di musica classica. († 7 agosto 1893)
- 16 novembre: Luigi Gioli, pittore corrente artistica dei Macchiaioli, di seconda generazione. († 27 ottobre 1947).

## Morti nel 1854
- 31 gennaio: Silvio Pellico, 64 anni, scrittore, poeta e drammaturgo. (° 24 giugno 1789)
- 3 marzo: Giovanni Battista Rubini, 59 anni, cantante lirico (tenore). (° 7|aprile|1794)
- 30 aprile: Eusebio Bava, 63 anni, generale e politico (° 6 agosto 1790)
- 30 luglio: Paolo Toschi, 66 anni, incisore, pittore e architetto. (° 7 giugno 1788)
- 1º novembre: Michele Ridolfi, 59 anni, pittore e critico d'arte italiano. (° 29 settembre 1793)
- 23 dicembre: Carlo Yvon, 56 anni, oboista e compositore, esponente della musica romantica. (° 29 aprile 1798)